# Даштиджумская ГЭС
Даштиджумская ГЭС — проектируемая гидроэлектростанция в Таджикистане и Афганистане .
Проектирование началось в 1960-х годах. Разработку вело Среднеазиатское отделение Гидропроекта им. С. Я. Жука, которое выработало «Схему комплексного использования реки Пяндж и реки Амударьи на пограничном участке между СССР и Афганистаном» в 1970 году. В её рамках предполагалось построить 13 гидроузлов суммарной мощностью 17720 МВт и суммарной выработки 81,9 млрд кВт/час электроэнергии. Эта схема была утверждена в СССР, однако она не получила реализации из-за сложных отношений между СССР и Афганистаном и общей неразвитости прилегающих районов стран, нужны были гигантские капиталовложения, а отсутствовала как инфраструктура, так и конечные потребители.
Мощность Даштиджумской ГЭС составит ориентировочно 4000 МВт. Высота каменно-набросной плотины — 320 метров, длина 1140 метров, объем водохранилища 23,3 куб.км воды. Пять ниток турбинных водоводов и здание ГЭС.
Водохранилище планируемой ГЭС затопит 14 населенных пунктов и 860 га сельхозугодий на территории Таджикистана и 13 населенных пунктов и 1110 га сельхозугодий на территории Афганистана.
Предварительная стоимость — 3 млрд долларов.